# Грозов, Андрей Юрьевич
Андрей Юрьевич Грозов (род. 21 февраля 1961) — советский и российский дипломат. Чрезвычайный и полномочный посол (2021).

## Биография
Окончил Московский государственный институт международных отношений (МГИМО) МИД СССР (1983) и Дипломатическую академию МИД России (1996). Владеет немецким, английским и французским языками. На дипломатической работе с 1983 года.
В 2002—2005 годах — старший советник, советник-посланник Посольства России в Болгарии.
В 2005—2009 годах — главный советник, начальник отдела в Третьем Европейском департаменте МИД России.
С сентября 2009 по сентябрь 2014 года — генеральный консул Российской Федерации в Мюнхене (ФРГ).
С сентября 2014 по август 2018 года — заместитель директора Первого департамента стран СНГ МИД России.
С 17 августа 2018 года — постоянный представитель Российской Федерации при уставных и других органах СНГ в Минске.

## Дипломатический ранг
- Советник 1 класса (26 декабря 2003).
- Чрезвычайный и полномочный посланник 2 класса (17 сентября 2012)[2].
- Чрезвычайный и полномочный посланник 1 класса (13 июня 2018)[3].
- Чрезвычайный и полномочный посол (13 сентября 2021)[4].

## Награды
- Медаль ордена «За заслуги перед Отечеством» II степени (5 июня 2021) — за большой вклад в реализацию внешнеполитического курса Российской Федерации и многолетнюю добросовестную дипломатическую службу[5].
- Почётная грамота президента Российской Федерации (29 мая 2025) — за вклад в реализацию внешнеполитического курса Российской Федерации[6].